# 雞肉飯

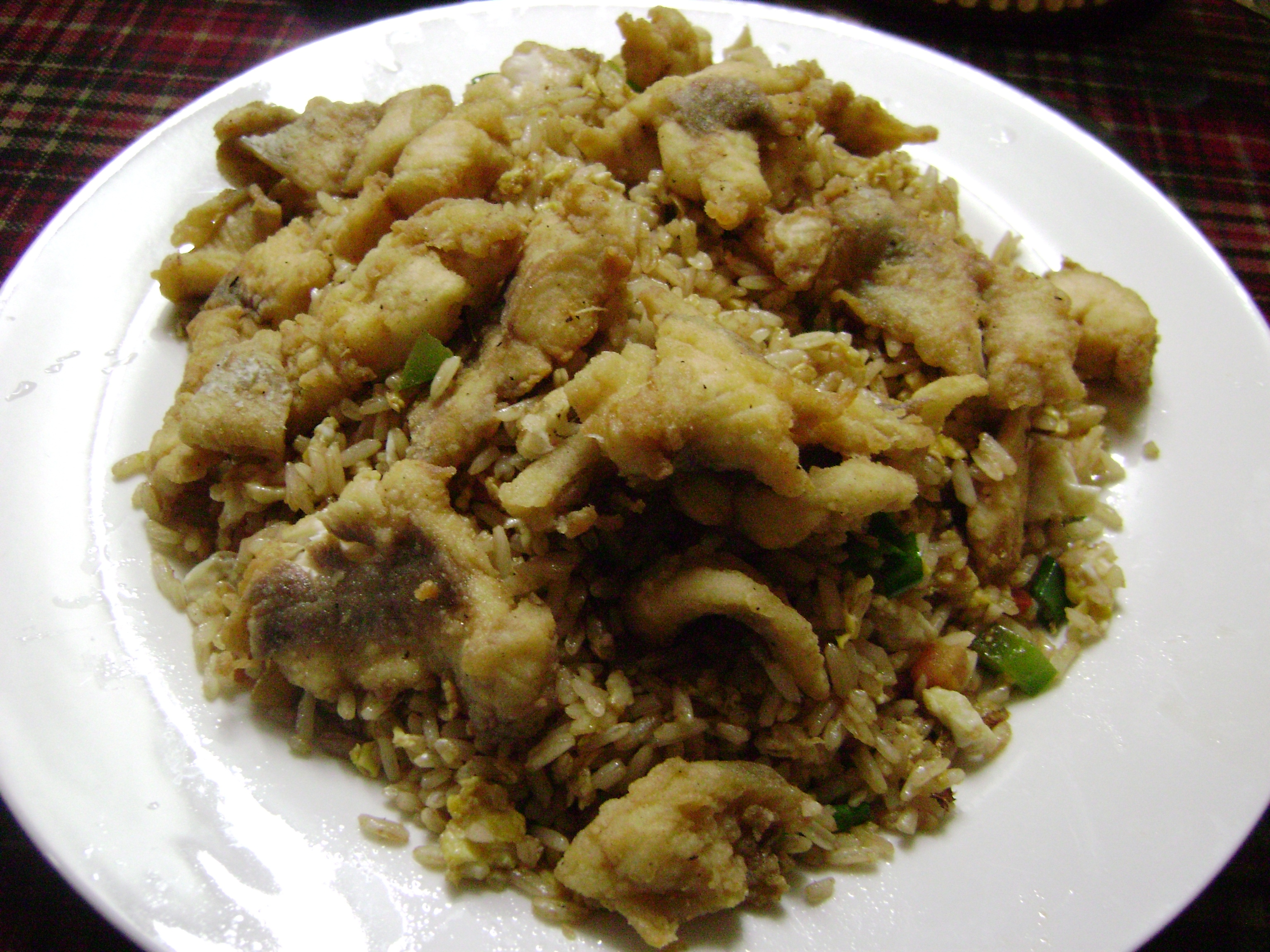
雞肉飯

雞肉飯，是常見菜色的一種，以雞肉為主，搭配白飯食用。有時雞肉飯和雞腿飯兩者可能很容易讓人誤解，所謂雞腿飯通常是用整隻雞腿，或切件後仍保持整隻雞腿形狀的放在飯上面，就會被稱為雞腿飯。但雞肉飯則多為雞煮熟之後撕成的雞絲、或是切件、切丁的雞肉放在飯上面（或與飯混在一起），烹飪與食用的手法多有不同。口味在各個地方皆有特色。

## 火雞肉飯
台灣的雞肉飯以嘉義火雞肉飯為最有名，光是嘉義市內的火雞肉飯店就超過一百間。傳統南台灣多拿雞胸肉蒸熟剝成雞絲或雞片鋪在飯上、澆上醬汁稱作雞絲飯或雞片飯，而北臺灣多採用家雞做成「雞肉飯」，且以雞絲飯為多，但不如嘉義雞肉飯有名。據說噴水雞肉飯的創始老闆姓林，是將當時的滷肉飯作改良，也就是白飯不淋上滷肉和滷汁，改為將火雞肉塊鋪在白飯上，再將火雞肉油湯淋上去，而成為香氣四溢的火雞肉飯。